# Rhypotoses alampeta
Rhypotoses alampeta är en fjärilsart som beskrevs av Collenette 1932. Rhypotoses alampeta ingår i släktet Rhypotoses och familjen tofsspinnare. Inga underarter finns listade.